# Separatismo

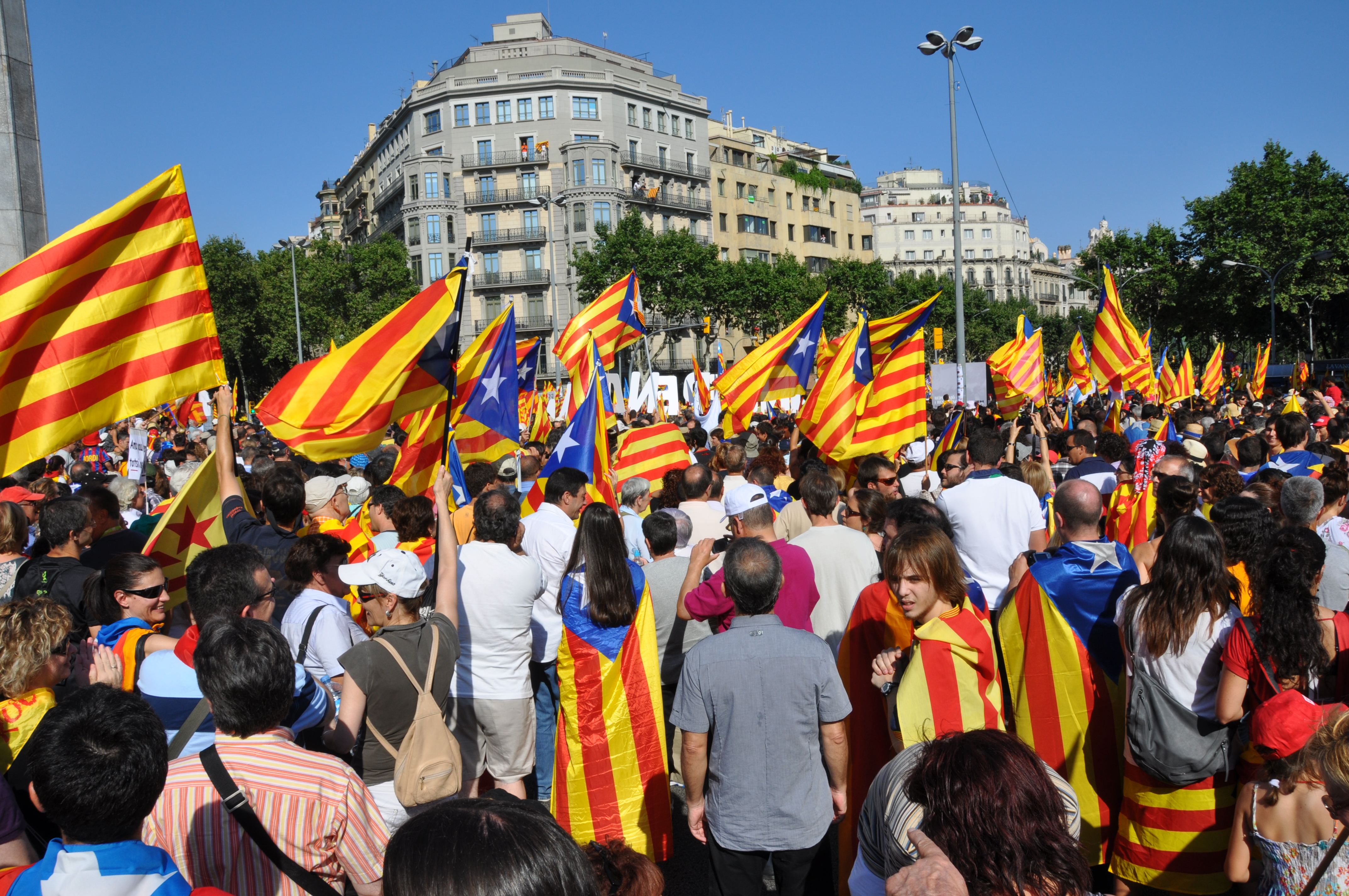
Manifestación de independentistas catalanes.

El separatismo es una ideología política que propugna la separación de un territorio respecto del estado al que pertenece, para alcanzar su independencia o integrarse en otro país, similar al secesionismo. 
El separatismo se articula a través de los movimientos separatistas, que pretenden la autonomía política respecto al territorio en el que se integran.

## Origen religioso del separatismo
Según el historiador español Enric Ucelay-Da Cal el «separatismo» tiene un origen protestante —en este sentido los puritanos de la Inglaterra del siglo XVII serían los primeros «separatistas»— y hace referencia al derecho de una comunidad religiosa, de una «congregación», a «separarse», a constituirse como grupo independiente y regirse por sus propias reglas, diferenciadas de la Iglesia «oficial». La idea se secularizó en el siglo XVIII con la Ilustración.

## Separatismo político-administrativo
El separatismo político persigue la soberanía e independencia de un territorio o comunidad (normalmente, formada por personas con una conciencia nacional) de otro mayor. Un ejemplo lo constituyen las colonias al independizarse de su metrópolis. Los propios grupos separatistas a veces rechazan dicha denominación, creyéndolo peyorativo.
Los movimientos separatistas comúnmente emplean métodos estrictamente pacíficos y dentro de la legalidad constitucional. La provincia de Quebec en Canadá alberga un movimiento separatista absolutamente pacífico desde aproximadamente los años 1960´ excepción hecha de la Crisis de Octubre de 1970. Otros grupos pacíficos lograron sus objetivos en Checoslovaquia y la Unión Soviética. Singapur también se escindió pacíficamente de la Federación de Malaysia. Los Estados Confederados de América solo acudieron a la guerra en 1861 tras una serie de secesiones constitucionalmente legales. En México hubo varios movimientos separatistas, algunos de ellos exitosos, permitiendo la existencia de la República de California, la República de Texas, la República del Río Grande, la República del Yucatán, la República de Tabasco y la República de Sonora. También existieron movimientos en el estado de Chiapas.
El separatismo también puede tomar la forma de una reacción violenta a un golpe militar pasado, respondiendo con el empleo del terrorismo. Por todo el mundo, diversos movimientos promueven el separatismo como la «única» manera de conseguir su objetivo de liberación nacional. Entre ellos se incluyen a la organización terrorista ETA en España y Francia, a los separatistas Sij en India durante la década de los 80, el IRA en Irlanda desde la década de 1910, y el Frente de Liberación de Quebec en los años 1960. Su estrategia de guerrilla puede degenerar en guerras civiles, tal y como ocurriera en Chechenia. 
La violencia disminuye normalmente cuando existen medios políticos que los separatistas pueden emplear para conseguir mayor poder político y económico dentro de orden constitucional. Unas elecciones libres y referéndum pueden ser una vía para reducir la tensión. Sin embargo muy pocos países son conscientes de su potencial divisibilidad [cita requerida].

### Orígenes y ejemplos de separatismo

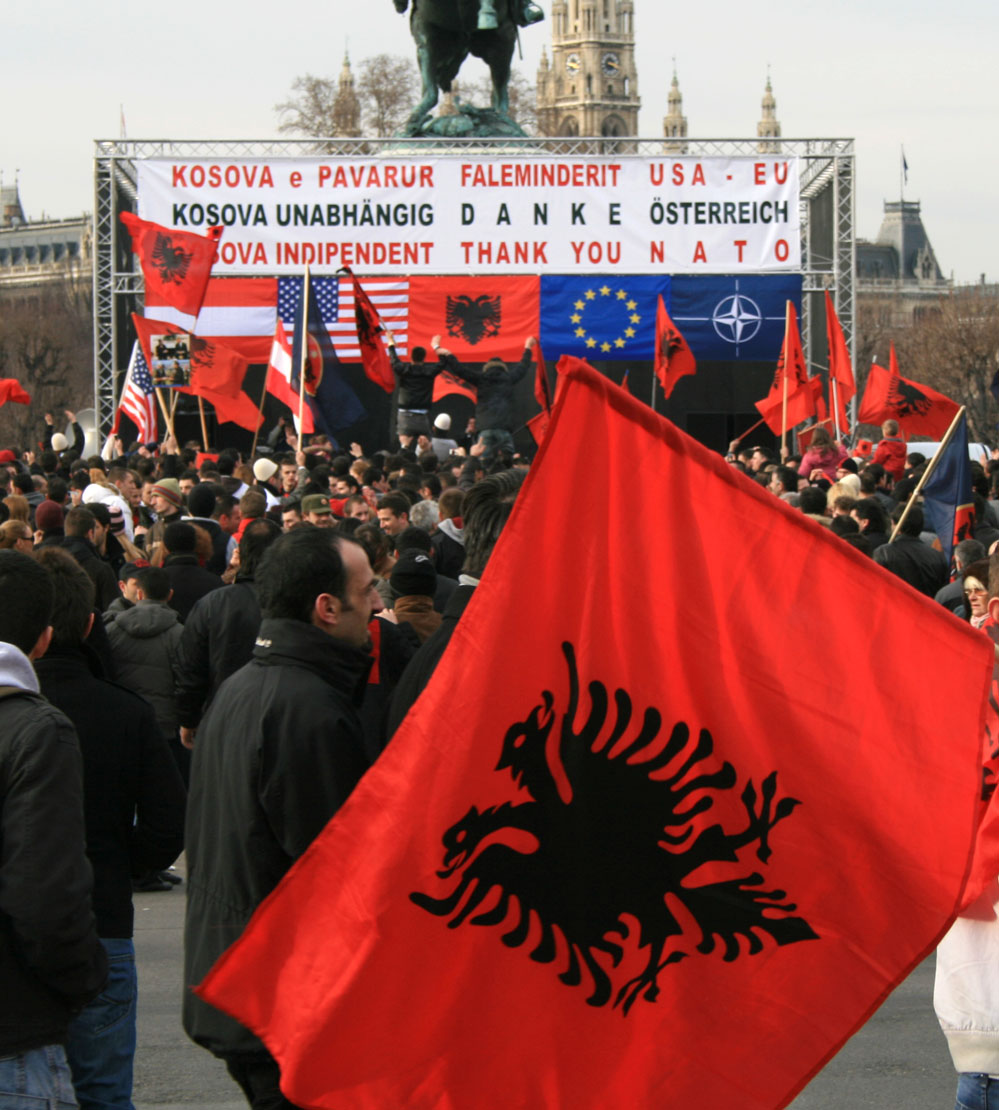
Celebración de la independencia de Kosovo

Los movimientos separatistas, por lo general, se sustentan en el nacionalismo de tal forma que el separatismo puede ser una parte de algunos movimientos nacionalistas que pueden oscilar ideológicamente desde concepciones autonomistas o federalistas a posiciones abiertamente separatistas.
Igualmente, una sensación de ineficacia política y una desventaja (o ventaja) económica desempeñan un papel importante. Así, la ruptura de Checoslovaquia estuvo motivada en cierta medida por factores económicos: Eslovaquia era reacia a abandonar parte de su industria pública, el grueso de su economía regional. Bohemia y Moravia, las regiones de la futura República Checa, deseaban experimentar con la idea del libre mercado.
Otra causa importante, es la actitud centralizadora de las capitales de los países, que a través de leyes y procedimientos someten a sus provincias o estados a una especie de colonias productoras de riquezas y quitándoselas de manera, presuntamente legal, lo que podría derivar en un separatismo por causas económicas, ya que la mayoría de las leyes emitidas por la capital centralista,  disminuyen cada vez más las facultades de los Estados o les dan muy pocas facultades, y por lo tanto, la libertad de la región separatista para actuar según sus intereses es cada vez más limitada.
Quebec también supone un ejemplo de cómo la marginación política puede derivar en ambiciones separatistas. Durante todo el primer siglo de existencia de la Confederación Canadiense, desde 1867, una pequeña minoría de habitantes anglófonos de Montreal dominó la política y la economía de la provincia. El rechazo a este statu quo culminó con la creación de los primeros grupos separatistas en los años 1960 y 70. 
La secesión del Reino Unido de la Unión Europea, más conocido como brexit, es un ejemplo nuevo de separatismo. Los motivos euroescépticos que llevaron a tal situación fueron sobre la supuesta pérdida de soberanía, el debilitamiento del Estado-nación, el supuesto déficit democrático en las instituciones comunitarias y el factor económico, siendo este último el principal motivo promovido por los partidos euroescépticos. Los Tratados constitutivos de la Unión Europea, y particularmente desde la entrada en vigor del Tratado de Lisboa, reconocen el derecho de secesión de un Estado en su artículo 50 del Tratado de la Unión, de acuerdo con sus propios requisitos constitucionales (principalmente el de referéndum), 
España también es un país donde encontramos diferentes separatismos. El nacionalismo vasco y el nacionalismo catalán reivindican el separatismo frente a España y Francia, reclamando territorios pertenecientes actualmente a estos dos estados como parte de Euskal Herria y Cataluña respectivamente.
Con respecto al sentimiento separatista vasco, alrededor de los años 70, surgieron una serie de movimientos a favor de lograr el separatismo por medios armados, incluyendo el terrorismo, como la organización terrorista ETA o su antigua rama política ETA-PM, ese grupo terrorista, ETA, no opera medios armados en la actualidad. En Cataluña surgieron dos grupos terroristas armados llamados EPOCA y Terra Lliure, este último se disolvió en 1995 después de 15 años de activismo. Destacan también el nacionalismo gallego y el aragonés pero en menor medida, además en España existen otros nacionalismos históricos como el andaluz, el castellano, el nacionalismo canario y el valenciano.
Las naciones del norte de la península itálica mantuvieron su independencia durante siglos (por ejemplo, el Véneto tuvo una identidad separada desde el siglo X hasta el XIX como República de Venecia; Liguria se mantuvo independiente durante casi siete siglos como República de Génova). El separatismo de la Italia septentrional no solo tiene raíces económicas, sino también lingüísticas y culturales. Existen también movimientos separatistas en Sicilia y Cerdeña.
En América Latina un ejemplo de esto fue La Cosiata, un movimiento político que estalló en la ciudad de Valencia (Venezuela) llevado a cabo por el general José Antonio Páez el 30 de abril de 1826, con la finalidad de separar a Venezuela de la Gran Colombia.

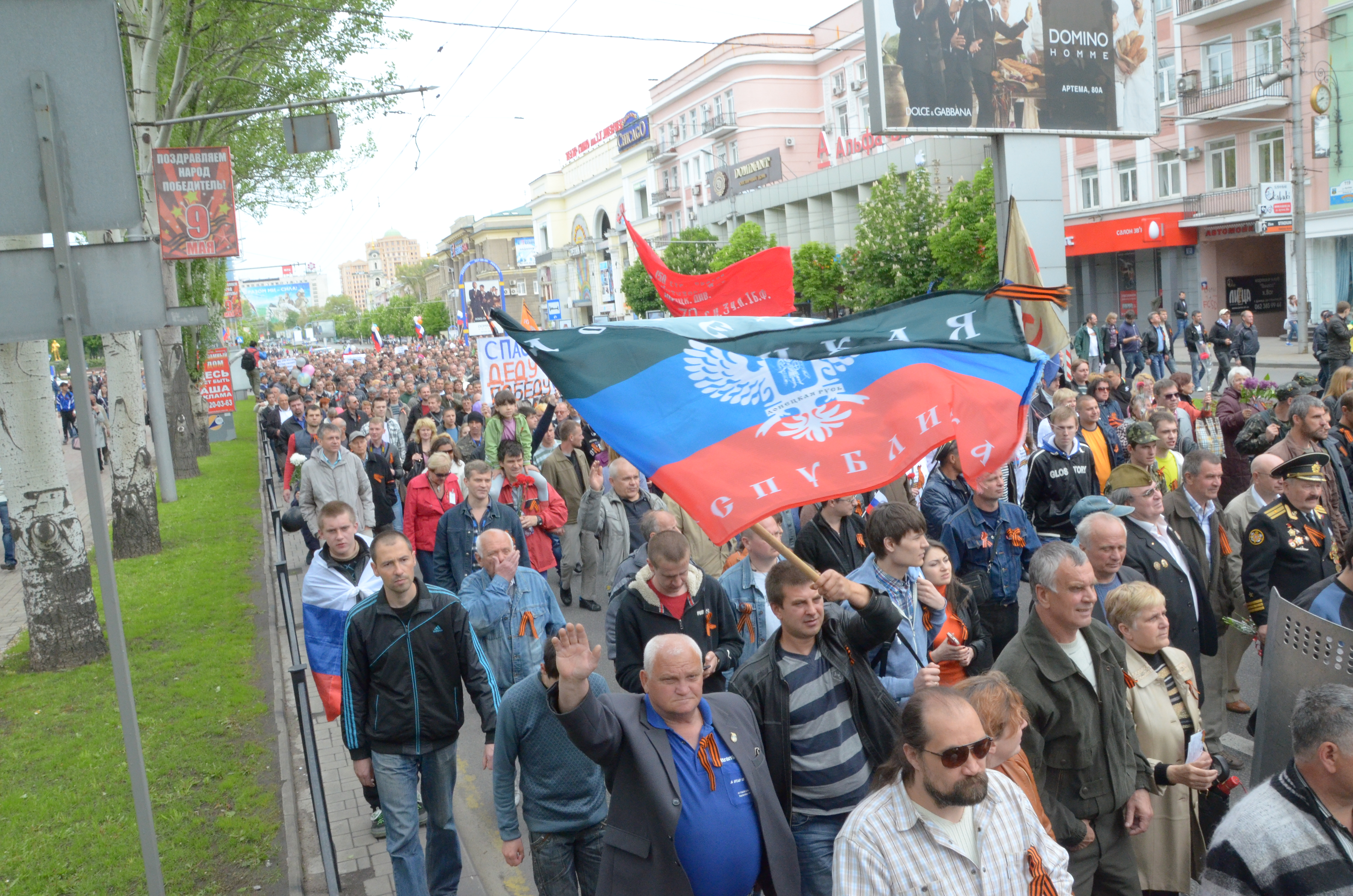
República Popular de Donetsk

En Bolivia surgieron también grupos separatistas, sobre todo en el departamento de Santa Cruz a la cabeza y el resto de la región del oriente de Bolivia, pues dichas regiones han sido denominado por algunos grupos como la Nación Camba. Cuando según analistas bolivianos al exigir la autonomía, es separarse de Bolivia y formar una nación excluyendo a las regiones de occidente. Pero no se ha de confundir autonomía con la Nación Camba, ya que la autonomía es algo similar a las comunidades autónomas españolas mientras la Nación Camba es una secesión de facto o directa del Estado de Bolivia. 
En Ecuador hay grupos separatistas que reclaman los territorios de la costa Ecuatoriana como partes de la antigua Provincia Libre de Guayaquil, República independiente desde 1820 a 1822 cuyos territorios comprendían desde la región de Esmeraldas hasta Tumbes en Perú incluyendo las islas Galápagos, estos grupos guayaquileños reclaman su independencia argumentando que su anexión a la Gran Colombia fue "manu militare" es decir por la fuerza gracias a una invasión militar de Simón Bolívar por lo tanto la entidad jurídica Provincia Libre de Guayaquil aún existe y en base al principio de uti possidetis iure sus territorios siguen siendo los mismos que durante el período presidencial de José Joaquín de Olmedo, además, se basan en artículos aprobados en una constitución realizada por Olmedo donde se establece que los guayaquileños como nación se reservan el derecho de pertenecer y formar parte a cualquier gran asociación suramericana que escojan y por lo tanto está implícito el derecho a dejar de pertenecer y formar parte del Ecuador cuando gusten. La separación de Panamá fue un movimiento surgido como consecuencia de la no ratificación por parte del senado de Colombia del Tratado Herrán-Hay, Estados Unidos apoyó a los separatistas panameños con miras a la construcción del canal en el istmo.

Bandera independentista bajacaliforniana (1854-presente).

En México surgen grupos separatistas, como los intentos de la independencia o el anexionismo en la región noreste de México que tiene antecedentes muy remotos. En los años 1750, una familia terrateniente del estado de Coahuila, los Sánchez Navarro, promovía la creación de una república en esta zona y las aledañas, llegando a su influencia hasta los actuales estados de Durango, Zacatecas, Tamaulipas, San Luis Potosí, Nuevo León, Coahuila y Texas en los Estados Unidos, en este último estos grupos han denominado la República de Texas. Esta idea independentista nace al lograr convertir los antiguos reinos en provincias autónomas ante las cortes de Cádiz.
En Asia un ejemplo es el caso del Tíbet, que en 2008 pidió su independencia y acusó a China de represión, incluso hubo enfrentamientos que provocaron lesiones físicas severas, y amenazaron con bloquear el recorrido de la antorcha olímpica de los Juegos Olímpicos de Pekín 2008.

### Tipología
La historia nos muestra un amplio aspecto de actividades y sentimientos separatistas:
- Algunos movimientos se levantaron en armas mediante guerra convencional. Muchos países americanos lograron así su independencia desde aproximadamente 1780 a 1830.

- En otras ocasiones, a falta de recursos suficientes para emprender una guerra abierta, los movimientos separatistas recurren a tácticas de guerrilla. El separatismo checheno derivó en esta dirección tras el fracaso de la guerra abierta en el Cáucaso. Los españoles recuperaron su independencia de esta manera tras la invasión napoleónica de 1812.

- Los movimientos separatistas violentos y minoritarios recurren a tácticas de terrorismo, diferentes de las anteriores (guerrilla) en que la actuación violenta no se desarrolla en el terreno contra fuerzas oponentes, si no entre la población civil del territorio, y, en ocasiones, contra esta población civil misma. Ejemplos de este terrorismo separatista son el vasco de ETA o el norirlandés del IRA.

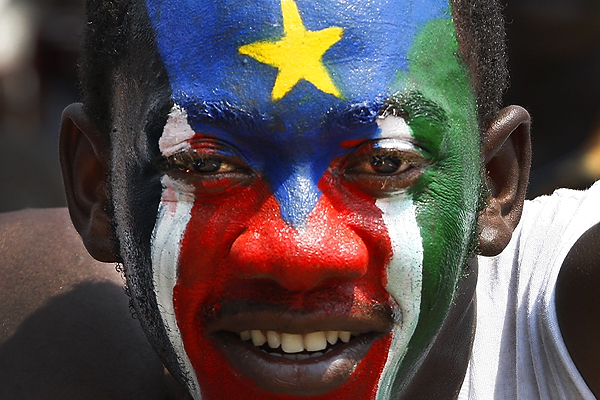
Referéndum sobre la independencia de Sudán del Sur de 2011

- En los casos en que una fuerza invasora ostenta un poder férreo y unas capacidades muy superiores, los movimientos separatistas tienen pocas opciones salvo la de ocultarse en forma de resistencia. Las autoridades zaristas en Polonia durante el siglo XIX dieron muy pocas posibilidades a los rebeldes polacos de usar armas, además de reprimir el uso de su lengua y la práctica de sus actividades culturales en público. Sin embargo, el separatismo polaco en suelo ruso no decayó, sino que esperó a tiempos más favorables.

- En ocasiones, el separatismo puede perseguir sus objetivos a través de la legalidad constitucional, normalmente con una representación parlamentaria. La India es el clásico ejemplo de uso de la resistencia pasiva para promover el separatismo y la independencia política. La filosofía y metodología de Mahatma Gandhi demostró su valía en este campo.

- El separatismo a través de la distinción cultural puede horadar una hegemonía supranacional. El separatismo de Cornualles ha obrado así a menudo, y demostró ser eficaz en la región báltica tras la I Guerra Mundial

- El separatismo apoyado por intelectuales ha surgido en diversos lugares como Cascadia, una porción de la costa oeste de Norteamérica particularmente rica en diversidad natural.

- Un sentimiento temporal o intermitente de desafección con una situación nacional o regional puede desembocar en un separatismo oscilante que aflora y decae en popularidad. La región de Nueva Inglaterra en Nueva Gales del Sur ilustra un caso de este tipo.

- El separatismo de micronaciones no es considerado una amenaza seria para la unidad de los territorios. Lugares como la Provincia del Río Hutt o Sealand declararon su independencia formando parlamentos y promulgando constituciones, emitieron sellos y papel moneda, pasaportes,... sin realmente ser tomados en serio por el poder metropolitano o cambiar el equilibrio de votos en las Naciones Unidas. Estos casos pudieron servir como vehículo de protesta económica o política sin necesariamente amenazar la integridad de facto del estado nación.

- En Filipinas también han surgido movimientos separatistas como el FMLI y la agrupación musulmana de los jeques en la isla de Mindanao. Lo cual se trata de separar algunas regiones o provincias de dicha isla.

### Separatismos oscilantes
El separatismo varía en forma, fuerza y dirección a lo largo del tiempo. Bélgica luchó una sangrienta guerra por su independencia en 1830, pero en la segunda mitad del siglo XX fue uno de los países fundadores de la multinacional Unión Europea. El separatismo texano fue una realidad en 1836, y declinó con la anexión a los Estados Unidos en 1845, pero el grupo República de Tejas mantiene viva la pretensión de independencia hoy día. Los indios, antes de 1947, reivindicaban su propio rajá, solo para más tarde experimentar el separatismo islámico con la formación de Pakistán, que a su vez fue víctima del separatismo bengalí y la independencia de Bangladés (Pakistán Oriental). El romanticismo del deseo constante e inherente de alcanzar la consolidación nacional no siempre refleja el curso de los acontecimientos, al menos hasta el presente, como es el caso aún latente de Puerto Rico y el objetivo de la independencia nacional que busca alcanzar el Partido Independentista de Puerto Rico.

## Separatismo religioso
Los grupos religiosos cuyos miembros creen que no deberían interactuar con nadie excepto con sus correligionarios tienden a quebrarse y formar sectas. El separatismo religioso ha llegado a ser un rasgo particular de algunas iglesias protestantes en las cuales el gobierno eclesiástico y la autoridad teológica residen a nivel congregacional local. Compare el paisaje religioso de la Europa del siglo XV con el de América del Norte en el siglo XX. Y ven el culto como una potencial arma de separación.
Los que defienden la separación de la Iglesia y el Estado a menudo se llaman a sí mismos "separacionistas".

## Separatismo sexual o de género
Existen también movimientos que apelan a la separación de las personas de un sexo u otro, o de una identidad u opción sexual, en comunidades aisladas o que eliminan o reducen su interacción con sujetos no pertenecientes a su respectivo grupo. Los casos más destacados son el separatismo feminista y el MGTOW. 
En el primer caso, plantea que la oposición feminista a los roles de género tradicionales se puede lograr mediante la separación de las mujeres de los hombres. Debido a que gran parte de las teorías feministas se basan en el feminismo lésbico, el separatismo feminista a menudo es considerado como una extensión del primero, pero muchos aspectos del movimiento feminista utilizan y han sido influenciados por el separatismo feminista general.
En el segundo caso, traducible como "hombres que siguen su propio camino", se refiere a grupos conformados casi exclusivamente por varones, que ostentan como principio evitar cualquier relación afectiva con las mujeres, ya que consideran que son abusivas y basadas en el interés. Surgió y se expandió a través de sitios web y medios sociales, que forman lo que popularmente se denomina manosfera. Este movimiento justifica sus puntos de vista y fundamenta su retórica en sus propias interpretaciones de la teoría de la evolución y del biologismo.